# Мартынов, Иван Иванович (музыковед)
Ива́н Ива́нович Марты́нов (21 января 1908, Карачев, Орловская губерния, Российская Империя — 11 декабря 2005, Москва, Россия) ― советский и российский музыковед, критик, заслуженный деятель искусств РСФСР (1974), публицист, лектор-просветитель, автор популярных брошюр о музыке, педагог, вице-президент Ассоциации музыкальных деятелей Союза советских обществ дружбы и культурной связи с зарубежными странами (1974).

## Биография
Родился 15 января 1908 года в городе Карачев (ныне находится в Брянской области), Орловская губерния, Российская Империя.
Окончил Сталинградский музыкальный техникум, затем техникум имени А. К. Глазунова в Москве. В качестве пианиста работал концертмейстером и музыкальным оформителем в театре и на радио.
С 1934 года преподавал в музыкальном техникуме при Московской консерватории. В 1936 году окончил Московскую государственную консерваторию имени П. И. Чайковского. После этого был направлен на преподавательскую работу в Ташкентскую государственную консерваторию. С 1938 года работал в Харьковской музыкально-драматическом институте (ныне — Харьковский национальный университет искусств имени И. П. Котляревского. Также преподавал в Музыкальном училище имени Гнесиных.
С 1941 по 1942 год работал в Московской государственной консерватории. В 1943 году был назначен начальником отдела союзных филармоний и госколлективов управления музыкальных учреждений Комитета по делам искусств при Совете Министров СССР.
В 1947 году Мартынов стал заведующим отделом редакции журнала «Советская музыка». С 1952 по 1959 год работал консультантом отдела искусств газеты «Известия».
В 1960 году был избран секретарём правления Союза композиторов РСФСР. С 1934 года писал статьи о музыке и музыкантах. Ещё будучи студентом консерватории, Мартынов опубликовал в журналах и газетах свои первые статьи. Вскоре становится бессменным музыкальным обозревателем в газетах «Правде», «Известиях», «Советской культуре» и в «Вечерней Москве». Сфера творческих интересов музыковеда связана прежде всего с советской музыкой и современной зарубежной музыкальной культурой — французская, венгерская и испанская.
Был участником музыковедческих симпозиумов и конгрессов в Париже, Флоренции,Праге, Нью-Йорке, Белграде, Рио-де-Жанейро, Будапеште.
Скончался 11 декабря 2005 года. Похоронен на Перепечинском кладбище Москвы (участок 13).